# Catch Thirtythree
Catch Thirtythree är det femte studioalbumet med det svenska progressiva extrem metal-bandet Meshuggah. Albumet släpptes maj 2005 av det amerikanska skivbolaget Fractured Transmitter Recording Company. Catch Thirtythree skrivs ut på omslaget som ett fullängdsalbum med tretton sånger, men är faktiskt en enda kontinuerlig svit.

## Låtlista
1. "Autonomy Lost" – 1:40
2. "Imprint of the Un-Saved" – 1:36
3. "Disenchantment" – 1:44
4. "The Paradoxical Spiral" – 3:12
5. "Re-Inanimate" – 1:04
6. "Entrapment" – 2:29
7. "Mind's Mirrors" – 4:30
8. "In Death – Is Life" – 2:02
9. "In Death – Is Death" – 13:22
10. "Shed" – 3:35
11. "Personae Non Gratae" – 1:47
12. "Dehumanization" – 2:56
13. "Sum" – 7:18

Text & musik: Tomas Haake / Mårten Hagström.

## Medverkande
Musiker (Meshuggah-medlemmar)
- Jens Kidman – sång, gitarr, basgitarr, trummor, programmering
- Fredrik Thordendal – gitarr, basgitarr, trummor, programmering
- Mårten Hagström – gitarr, basgitarr, programmering
- Tomas Haake – trumprogrammering, talade ord

Produktion
- Meshuggah – producent, ljudtekniker
- Fredrik Thordendal – ljudmix
- Björn Engelmann – mastering
- Tomas Haake – omslagskonst